# Biphyllus japonicus
Biphyllus japonicus is een keversoort uit de familie houtskoolzwamkevers (Biphyllidae). De wetenschappelijke naam van de soort werd in 1983 gepubliceerd door Sasaji.